# Chapelle Saint-Michel-de-Monieux
La chapelle Saint-Michel-de-Monieux est un lieu de culte catholique de style roman construit dans un abri sous roche, sur l'une des falaises des gorges de la Nesque, à proximité de Monieux. Elle se situe sur un site préhistorique.

## Historique

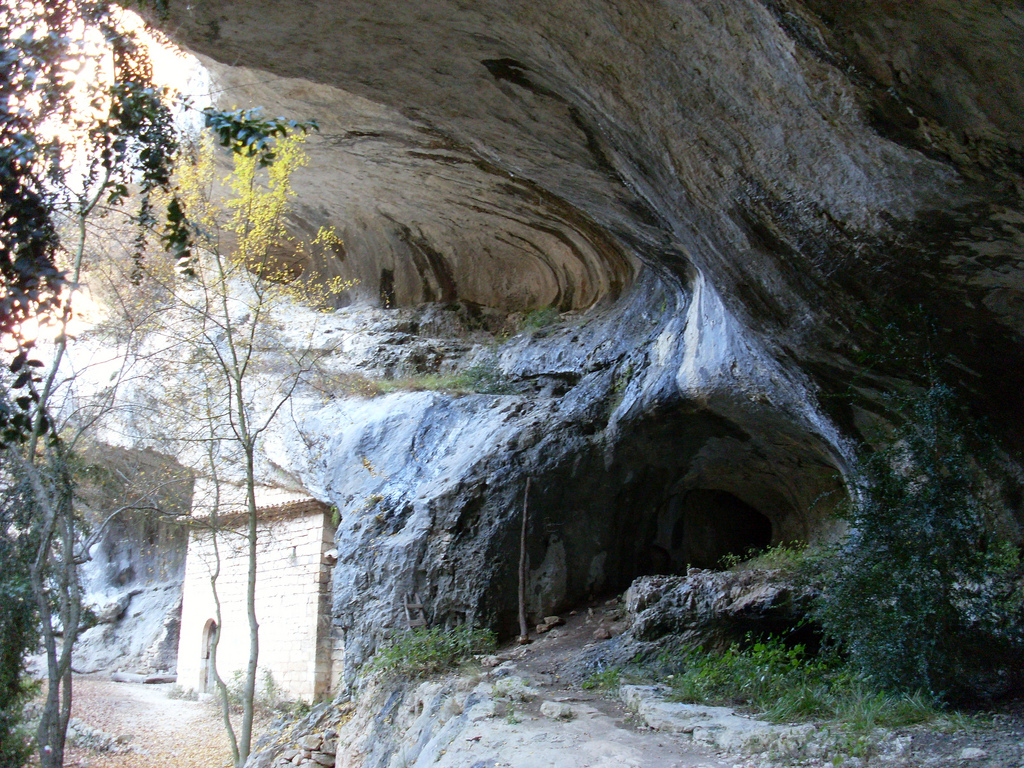
La chapelle sous son abri sous roche

Saint-Michel-de-Anesca (de la Nesque) est une chapelle romane du XIIe siècle qui se situe dans les gorges de la Nesque, à l'abri d'un vaste surplomb rocheux. Elle faisait partie de la mense de l'Abbaye de Montmajour. 
Au début du XXe siècle, un visiteur nota : « Les remous de la Nesque ont pratiqué… des creux assez profonds pour devenir de véritables cavernes, parfois superposées en plusieurs étages comme, par exemple, les trois énormes affouillements qui surplombent l'antique ermitage Saint-Michel ». La dédicace à saint Michel Archange est traditionnelle pour les lieux de culte chrétiens, tant sur des sommets que dans des grottes ou des gorges pour les protéger des forces maléfiques, préserver les pèlerins des accidents, et les guérir des maux du corps et de l’âme. Avant la Seconde Guerre mondiale, s'y déroulait un pèlerinage le 29 septembre, jour de la fête de l'archange.

## Description

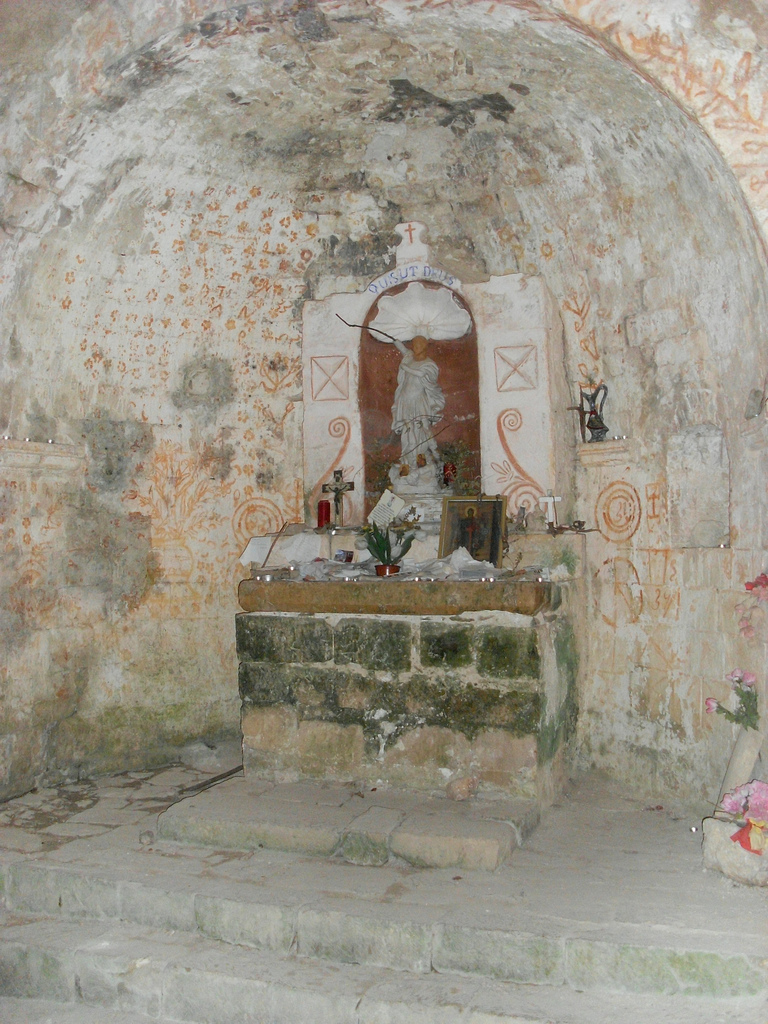
Abside de la chapelle

De forme rectangulaire, cette chapelle possède une toiture en tuiles à deux pentes et trois rangs de génoise, qui la protège des ruissellements,. Elle se compose d’une courte nef triangulaire et d’une abside semi-circulaire voûtée en cul-de-four. Tout l'espace de la grotte a été judicieusement utilisé comme en témoigne encore l'abside coincée sous le rocher. Sur le mur, on devine des tailles décoratives datées de l'époque de son édification. 

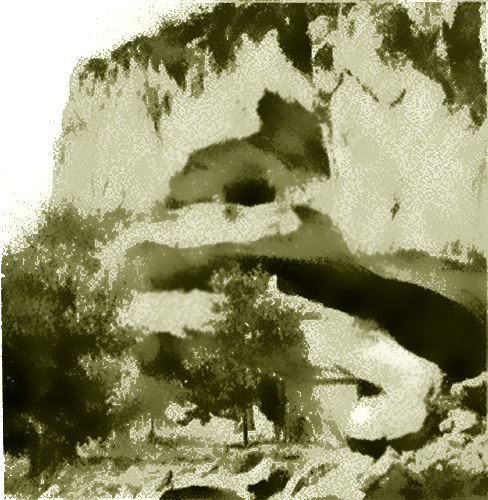
L'ermitage et ses deux grottes néolithiques, cliché 1903

À l'intérieur se trouve un cippe votif gallo-romain qui dut servir de support d’autel au Moyen Âge. L'abside et l'autel sont souvent recouverts de petits papiers écrits, demandant la réalisation d'un vœu. Une inscription sur le claveau central de la porte cintrée indique que la chapelle a été restaurée en 1643. C'est à cette date que ses murs furent ornés de fresques dont on distingue encore les motifs et qu'un Saint-Michel fut peint sur la porte. Au couchant de cette chapelle existait un ermitage où vécurent des ermites au cours des XVIIIe et XIXe siècles. L'entrée qui faisait communiquer avec l'ermitage a été comblée. Le crucifix placé de ce côté a été érigé en 1888.

## Le site préhistorique
Au-dessus, il existe deux abris sous roche qui communiquent par un pertuis creusé à la main. Les fouilles archéologiques ont prouvé qu'ils ont été occupés à l'époque préhistorique. Ces deux grottes sont accessibles par une échelle de bois et des cordes. À proximité, d'autres fouilles ont mis au jour les reliefs des repas des premiers chasseurs qui fréquentaient les gorges 150 000 ans avant notre ère. Ils se nourrissaient de rhinocéros, mégacéros, auroch, cheval, cerf et élan. Le site voisin du Bau de l'Aubesier fouillé sous la direction de Serge Lebel de l'Université du Québec à Montréal a mis en évidence, en 2006, la présence de l'homme de Néandertal et de pré-néandertaliens.